# オペラハウス (コペンハーゲン)
座標: 北緯55度40分55秒 東経12度36分02秒 / 北緯55.68194度 東経12.60056度

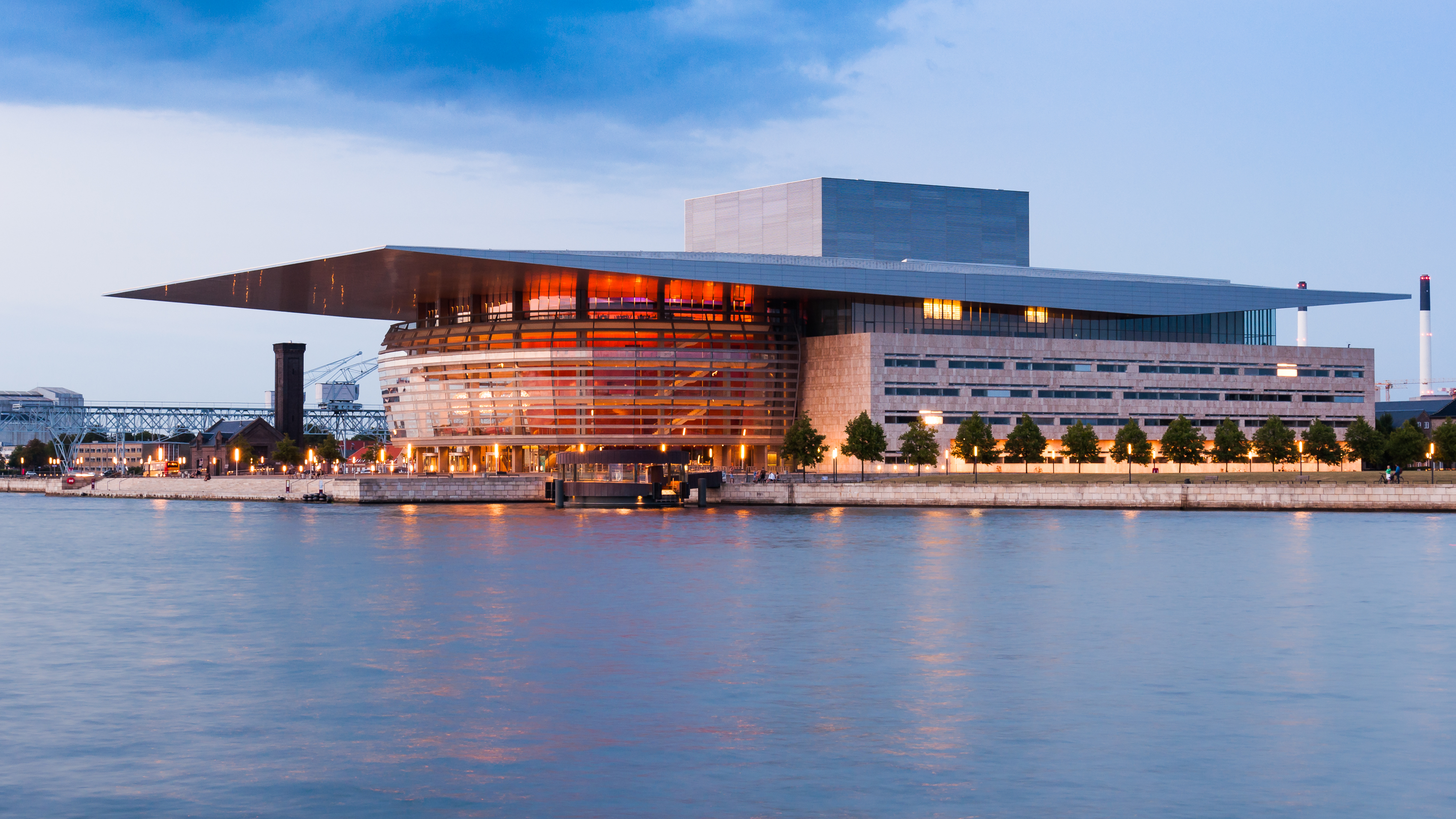
コペンハーゲンのオペラハウス

デンマーク・コペンハーゲンにあるオペラハウス（Operaen）は、国立の歌劇場であり、2005年に開設した。

## 概要
国立の新しい歌劇場としてA.P. モラー・マースクの関連財団の寄付により、建築家ヘニング・ラーセンの設計で2001年から建設が開始された。建設場所は宮城であるアマリエンボー宮殿からちょうど真向かいの運河を挟んだ対岸のホルメン地区である。前面にガラスを多用した特徴あるデザインとなっている。2005年1月15日にマルグレーテ2世女王臨席の下にオープンした。観客席数は1,492から1,703まで変えられる。